# Подосёнова
Подосёнова — деревня в Устьянском районе Архангельской области.

## География
Находится в южной части Архангельской области на расстоянии приблизительно 16 км на юг-юго-восток по прямой от административного центра района поселка Октябрьский.

## История
В 1859 году здесь (деревня Вельского уезда Вологодской губернии) было учтено 12 дворов. До 2022 года входила в Малодорское сельское поселение до его упразднения.

## Население
Численность населения: 83 человека (1859 год), 9 (русские 100 %) в 2002 году, 5 в 2010.